# Kosmos 2209
Kosmos 2209, ruski satelit upozorenja iz programa Kosmos. Vrste je Oko (br. 7424). 
Lansiran je 10. rujna 1992. godine u 18:01 s kozmodroma Bajkonura (Tjuratama) u Kazahstanu, startni kompleks br. 81L. Lansiran je u geostacionarnu orbitu (GEO/S) raketom nosačem Proton-K/DM-2 8K82K s razgonskim blokom DM-2. Orbita mu je 35.890 km u perigeju i 35.949 km u apogeju. Orbitna inklinacija je 1,30°. COSPARova oznaka je 1992-059-A. Spacetrackov kataloški broj je 22741. Zemlju obilazi u 1442,89 minuta. Pri lansiranju bio je mase 2200 kg.
Dijelovi satelita iz ove misije su se vratili u atmosferu, a jedan dio (Blok DM2) je još u geostacionarnoj orbiti (GEO/D).

## Vanjske poveznice
- N2YO.com Search Satellite Database
- Celes Trak SATCAT Format Documentation (engl.)
- Kunstman  Arhivirana inačica izvorne stranice od 12. kolovoza 2019. (Wayback Machine) Satellites in Orbit (engl.)